# Crkva sv. Mihovila i Martina u Kaštel Kambelovcu
Crkva sv. Mihovila i Martina nalazi se u Kaštel Kambelovcu, Grad Kaštela.

## Opis
Župna crkva sv. Mihovila i Martina u Kaštel Kambelovcu izgrađena je krajem 19.st. u neoklasicističkom stilu prema projektu arhitekta Emila Vecchiettija. Tlocrtna osnova crkve je latinski križ, orijentirana je u smjeru sjever-jug, a na završetku glavnog broda izgrađena je peterostrana apsida. Na sjecištu lađa s vanjske strane smještene su sakristije, krstionica i zvonik. Pročelje crkve raščlanjeno je s 4 pilastra te je dovršeno trokutastim zabatom. Oltari od kararskog mramora isklesani su u splitskoj radionici klesara Pavla Bilinića. Današnja crkva je izgrađena nad ostacima starijih crkava istog titulara iz 16. i 18. st. Od stare župne crkve sačuvan je samo zvonik iz 1860. godine.

## Zaštita
Pod oznakom Z-4306 zavedena je kao nepokretno kulturno dobro - pojedinačno, pravna statusa zaštićena kulturnog dobra, klasificirano kao "sakralna graditeljska baština".